# Schlacht um Nowohrodiwka
Die Schlacht um Nowohrodiwka bezeichnet das Gefecht vom 22. August 2024 bis zum 8. September 2024 um die ukrainische Stadt Nowohrodiwka in der Oblast Donezk im Russisch-Ukrainischen Krieg. Während der Kämpfe versuchten russische Truppen, die Kontrolle über die Stadt zu erlangen, und nahmen sie am 8. September 2024 vollständig ein.

## Hintergrund
Nowohrodiwka ist eine ukrainische Stadt in der Oblast Donezk, die in der Nähe der strategisch wichtigen Stadt Pokrowsk liegt. Sie befindet sich etwa 10 km südöstlich von Pokrowsk und rund 30 km nordwestlich von Donezk, der Hauptstadt der selbsternannten Volksrepublik Donezk. Vor der russischen Invasion 2022 hatte Nowohrodiwka eine Bevölkerung von etwa 14.000 Einwohnern.

## Verlauf
Die Schlacht um Nowohrodiwka begann am 22. August 2024, als russische Streitkräfte eine Offensive auf die Stadt starteten. Die ukrainischen Verteidiger, bestehend aus Einheiten der Nationalgarde und regulären Streitkräften, konnten anfangs vereinzelt Widerstand leisten, waren jedoch zahlenmäßig und materiell unterlegen.
Durch intensive Artillerieangriffe und eine schnelle Umzingelungstaktik gelang es den russischen Truppen, die Verteidigungslinien der ukrainischen Kräfte zu durchbrechen. Bereits Anfang September war die Lage für die ukrainischen Einheiten unhaltbar, und sie zogen sich zurück, um größere Verluste zu vermeiden. Am 8. September 2024 übernahmen die russischen Streitkräfte die vollständige Kontrolle über Nowohrodiwka.

## Folgen
Die Einnahme von Nowohrodiwka durch die russischen Streitkräfte hatte strategische Konsequenzen. Mit der Kontrolle über die Stadt konnten die russischen Truppen ihren Vormarsch in Richtung Pokrowsk und Selydowe fortsetzen. Der Verlust der Stadt setzte die ukrainischen Streitkräfte unter Druck, ihre Verteidigungslinien zu überdenken und sich auf die Verteidigung strategisch wichtigerer Positionen um Pokrowsk zu konzentrieren.